# Мельникова (Курганская область)
Мельникова — деревня в Шадринском районе Курганской области России. До преобразования в декабре 2021 года муниципального района в муниципальный округ административный центр входила в состав Черемисского сельсовета.

## География
Деревня находится на северо-западе Курганской области, в пределах юго-западной части Западно-Сибирской равнины, в лесостепной зоне, на левом берегу реки Малая Комария, вблизи места впадения её в реку Комарию, на расстоянии примерно 11 километров (по прямой) к юго-востоку от города Шадринска, административного центра района.

### Климат
Климат характеризуется как резко континентальный, с холодной продолжительной малоснежной зимой и тёплым сухим летом. Средняя температура воздуха самого холодного месяца (января) составляет −18 °C (абсолютный минимум — −50 °С); самого тёплого месяца (июля) — 18 °C (абсолютный максимум — 41 °С). Безморозный период длится 192—196 дней. Годовое количество атмосферных осадков — 320—470 мм, из которых большая часть выпадает в тёплый период. Продолжительность периода с устойчивым снежным покровом равна 150—160 дням.

## История
До 1917 года в составе Барнëвской волости Шадринского уезда Пермской губернии. По данным на 1926 год состояла из 85 хозяйств. В административном отношении входила в состав Черемисского сельсовета Шадринского района Шадринского округа Уральской области.

## Население
| 1989 | 2002 | 2010 |
| ---- | ---- | ---- |
| 33   | ↘15  | →15  |

По данным переписи 1926 года в деревне проживало 443 человека (217 мужчин и 226 женщин), в том числе: русские составляли 100 % населения.

### Гендерный состав
По данным Всероссийской переписи населения 2010 года в гендерной структуре населения мужчины составляли 53,3 %, женщины — соответственно 46,7 %.

### Национальный состав
Согласно результатам Всероссийской переписи населения 2002 года, в национальной структуре населения русские составляли 93 %.